# Paul Ward
Paul Earl Ward (Santa Fe, Új-Mexikó, 1937. január 30. – 2018. december 19.) amerikai amerikaifutball-játékos, valamint amerikaifutball- és atlétikaedző.

## Tanulmányai
A Burbanki Középiskolában érettségizett, majd fivéréhez, Bobhoz hasonlóan ösztöndíjjal beiratkozott a Whitworth Főiskolára, ahol diszkoszvetésben és súlylökésben versenyzett, és 1958-ban szerzett diplomát művészet szakon. Testnevelésszakos mesterdiplomáját 1963-ban szerezte a Washingtoni Egyetemen.
1973-ban az Indianai Egyetemen testnevelésszakon doktori fokozatot szerzett.

## Sportolóként
A tengerészgyalogság amerikaifutball-csapatában játszott, majd 1961-ben szabadúszóként a Detroit Lionshoz szerződött, ezzel ő lett a Whitworth első öregdiákja, aki NFL-beli csapatban játszik. 1962. szeptember 4-én kirúgták, de a szezonban újraszerződtették. 1963. szeptember 3-án végleg távozott.
Később több súlyemelőversenyt is megnyert.

## Pályafutása
1958 és 1961 között a tengerészgyalogság századosa volt. 1966-ban George Plimpton megemlítette Paper Lion című könyvében. 1965 és 1969 között a Portland State Vikings amerikaifutball-csapatának, valamint súlyemelőinek edzője, 1968-ban az atlétikacsapat vezetőedzője volt. 1973–1974-ben a Kentucky Wildcats atlétika-vezetőedzői posztját töltötte be.
1974 és 1989 között a Health and Tennis Corporation of America oktatási és fejlesztési igazgatója, 1977-ben a Dallas Cowboys edzésfelelősi és teljesítményfejlesztési igazgatója volt. Fivérével erőnléti enciklopédiát írtak, emellett több magazinban is (például Muscle & Fitness) publikált.
Később olimpikonokat is edzett, 1982 és 1984 között pedig az olimpiai bizottság koordinátora volt.

## Családja
Fivére, Bob Ward a Dallas Cowboys erőnléti edzője, valamint a Fullertoni Főiskola atlétikacsapatának vezetőedzője volt.

## Fordítás
- Ez a szócikk részben vagy egészben  a   Paul Ward (American football) című angol Wikipédia-szócikk ezen változatának fordításán alapul.  Az eredeti cikk szerkesztőit annak laptörténete sorolja fel. Ez a jelzés csupán a megfogalmazás eredetét és a szerzői jogokat jelzi, nem szolgál a cikkben szereplő információk forrásmegjelöléseként.